# Lionel Régal
Lionel Regal, né le 21 juillet 1973 à Lyon et mort le 15 août 2010 à Saint-Ursanne, dans le canton du Jura en Suisse, est un pilote automobile français, spécialisé dans les courses de côte et multiple vainqueur du Championnat de France de la montagne.

## Biographie
Fils de Martine et de Marc Régal, lui aussi pilote automobile et pionnier de la Formule 3000 en course de côte, il débute en 1993, suivant la passion de son père. Il fait ses armes sur prototype, pilotant quelque temps une Norma CN à moteur Alfa Romeo. Après la mort tragique de son père, le 28 septembre 1997 à la course de côte Tarbes-Osmets, il reprend, en 1998, la monoplace de F3000 familiale et devient, en fin d'année, à 25 ans, le plus jeune vainqueur d'une course de côte en Championnat de France de la montagne, en remportant la première course de côte La Broque/Schirmeck, en Alsace.
Rival de Bernard Chambérod de 2000 à 2005, il doit attendre sa dernière saison pour gagner son premier titre national. Vainqueur du championnat de France de la montagne en 2006, 2007, 2008 et 2009 (second en 2002 et 2003), il remporte le championnat d'Europe en parallèle du championnat national en 2008. 
Il a toujours piloté une monoplace Reynard (Formule 3000 puis Formula Nippon) depuis ses premiers succès. En 2010, il gagne la course de côte de Saint-Gouéno et établit le nouveau record du circuit. 
Il meurt le dimanche 15 août 2010 à 11 h 43 lors de la Course de côte Saint-Ursanne - Les Rangiers dans le canton du Jura en Suisse lorsqu'il perd, à environ 160 km/h, le contrôle de sa monoplace, à cause d'une coulée d'eau provenant de la forêt longeant la piste, et percute un arbre au lieu-dit Le Petit Malrang. Il est enterré au cimetière de Lentilly.

## Victoires en championnat d'Europe
- Course de côte Saint-Ursanne - Les Rangiers : 2002, 2004, 2006, 2007 et 2008 ;
- Course de côte du Mont-Dore : 2001, 2005, 2006, 2008 et 2010 ;
- Trier : 2004 et 2008 ;
- Al Fito : 2004 ;
- Trento Bondone : 2007 ;
- Serra da Estrela : 2008 ;
- Ecce Homo : 2008.

## Victoires notables en championnat de France (68 au total)
- Course de côte de La Pommeraye : 1999, 2001, 2005, 2006, 2007, 2008, 2009 et 2010 ;
- Course de côte Turckheim - Trois-Épis : 2004, 2005, 2006, 2007 et 2009 ;
- Course de côte Saint-Jean-du-Gard - Col Saint-Pierre : 2007, 2008 et 2009 ;
- Course de côte de Gassin : 2001, 2002, 2003, 2005, 2006, 2009.